# وقف جماعي
وقف جماعي أو الوقف الجماعي وقف يشترك فيه عدد من الأشخاص أو جهات مختلفة، في حبس أموال يمتلكونها على جهة بشروط معينة، لأكثر من غرض يقصده الواقفون، ومن صور الوقف الجماعي الاشتراك في بناء المساجد والمدارس والأربطة، والصكوك الوقفية، والأسهم الوقفية، والصناديق الوقفية وغيرها، وللوقف الجماعي أهمية كبيرة في نهضة المجتمعات وبناء المجمعات الكبيرة والمستشفيات والمدارس، ويجب التحقق من أهلية الواقف باستيفاء جميع المستندات المطلوبة منه، ويشترط في الواقف لصحة الوقف أن يكون عاقلاً، بالغًا، غير محجور لسفه، وفي حالة حل وإنهاء الوقف الجماعي، فإن الراجح عند جمهور الفقهاء عدم جواز الرجوع في الوقف، إلا في الوقف الأهلي.

## مفهوم الوقف الجماعي
الوقف: هو التحبيس أو التسبيل ويقال وقفت كذا أي حبسته، والوقف مصدر وقف، ويقال وقف الشيء، وأوقفه، وحبسه، وأحبسه، وسبله، كلها بمعنى واحد وهو الوقف الذي يشترك فيه عدد من الأشخاص أو الجهات في حبس مال، أو أموال يمتلكونها على جهة واحدة، أو متعددة بشروط معينة، وإدارة معينة في عقد واحد، أو عقود متعددة متلاحقة.
الجماعي: جمع الشيء المتفرق، وتجمع القوم اجتمعوا من هنا وهناك، والجمع اسم يطلق لجماعة الناس.
الوقف الجماعي: هو الوقف الذي يشترك فيه عدد من الأشخاص أو الجهات المختلفة في حبس مال أو أموال يمتلكونها على جهة واحدة أو متعددة بشروط معينة، وإدارة معينة في عقد واحد، أو عقود متعددة لأكثر من غرض يقصده الواقفون.

## ‌‌صور الوقف الجماعي
الاشتراك في بناء المساجد والمدارس والأربطة، والصكوك الوقفية، والأسهم الوقفية، والصناديق الوقفية، وتأصيل الوقف بالصورة الجماعية هو تمامًا كتأصيل الوقف الفردي، إلا أن صورته أعم وأشمل، ويحكمُ أمْرهُ في إطار القاعدة المعتمدة (شرط الواقف كنص الشارع) وما يتفق عليه الواقفون من شروط فيما بينهم، أو عن طريق اشتراكهم في إنشاء وقفية أَعْلنت عن شروط إنشائها جهة مهتمة، ويطبق على الوقف الجماعي ما قرره فقهاؤنا من أحكام للوقف الفردي، ويمكن للواقفين فيه أن يحددوا شروطًا خاصة بهذا الوقف إنفاقًا لغلته، أو إدارة لشؤونه أو إنهاء له.

## أهمية الوقف الجماعي

### قواعد الفقهاء في الوقف الجماعي
إن اهتمام الصحابة  بالوقف الجماعي، حتى إنه لم يترك أحد منهم مالًا إلا وقد أوقف فيه، وهناك بعض القواعد التي ذكرها الفقهاء واستندوا إليها في مواقع كثيرة تؤكد على أهمية الوقف الجماعي من الناحية المجتمعية:
1. قاعدة ما لا يدرك كله لا يترك جله.[21]
2. قاعدة التصرف على الرعية منوط بالمصلحة.[22]
3. قاعدة لا يسقط الميسور بالمعسور.[23]

ومن هنا نرى آراء الفقهاء في اعتبار البعض وإن لم نقدر على الكل، وهذا ما ينطبق بالفعل على الوقف الجماعي، فالكثير لا يستطيع إيقاف مثلًا مسجدًا أو بئرًا أو مستشفى، فلو قام بمشاركة غيره لاجتمعوا في الأجر والمثوبة من عند الله.

### أهمية  الوقف الجماعي في بناء المجتمعات
1. بناء المجمعات الكبيرة والمستشفيات والمدارس والمساهمة بالشركات ذات العائد الكبير التي تدر على المجتمع المسلم بالخير الوفير، وتستفيد منها كافة شرائح المجتمع بعموم طبقاتها مصداقًا لقوله تعالى: ﴿وَتَعَاوَنُوا عَلَى الْبِرِّ وَالتَّقْوَى﴾ [المائدة:2].
2. تيسر أكثر الأمور الإدارية، لما يتوفر فيها غالبًا من الخبرة الخاصة التي لا تتوفر غالبًا في الأوقاف الصغيرة، ما يزيد في مردود وإنتاجية المال والوقف.[24]
3. قد يتشوق المسلم إلى وقف ماله أو بعضه، ويكون هذا المال قليلًا فيستقله ويضعف عن الإقدام على وقفه، لقلة فائدته وضآلته، فيكون في ضمه إلى مال غيره على طريقة الوقف الجماعي تشجيعًا له على الإقدام على الوقف، وتيسير له للانضمام إلى فئة الواقفين المشاركين في هذه العبادة المباركة.[25]
4. أن بعض المؤسسات الوقفية لا تكون إلا كبيرة كثيرة الكلفة، وقد يضعف عن القيام بها الأفراد، ففي الوقف الجماعي من السهولة بمكان إقامة مثل تلك المشاريع الكبيرة.[10][26]

## إجراءات تحقق الوقف الجماعي

### التحقق من أهلية الواقف
وذلك باستيفاء جميع المستندات المطلوبة منه، وذلك لأن حقيقة الوقف إسقاط للملكية أو تبرع، وعلى كلا الاعتبارين يجب أن يكون الواقف ذا أهلية لإزالة ملكه عن ماله بلا عوض، وعلى هذا كان من المتفق عليه أن يشترط في الواقف إجمالًا لأجل صحة وقفه أن يكون أهلًا للتبرع، وأهلية التبرع إنما تتحقق فيمن يتمتع بالأهلية الكاملة بقسميها:
1. أهلية الوجوب.
2. أهلية الأداء.

### الشروط المتعلقة بالواقف
1. عاقلاً: فلا يصح وقف المجنون أو المعتوه أو الصغير غير المميز.
2. بالغًا: فلا يصح وقف الصغير المميز ولو مأذونًا من وليه، لأنه لا يملك أن يتبرع من ماله بشيء، ولا يملك أحد أن يجيز تبرعه، فتبرعاته كلها باطلة صيانة لماله.
3. غير محجور لسفه: فلا يصح وقف المحجور لسفه ولو أجازه وصيه، لأن المحجور لسفه هو كالصغير القاصر ليس أهلًا للتبرع، غير أنه إذا وقف على نفسه ثم على أولاده وذريته ومن بعدهم، فعلى جهة بر دائمة يصح وقفه، لأن في ذلك صيانة لماله عن التبديد.[13][14][15]

### الشروط المتعلقة بالعين الموقوفة
- توثيق وتسجيل الوقف بالزمان والمكان الذي تم فيه، حيث إن التوثيق يعتبر من الأدلة التي لو تطاول الزمن عليها لا يمكن إنكارها أو نسيانها لقوله تعالى في الشهادة: ﴿وَلْيَكْتُبْ بَيْنَكُمْ كَاتِبٌ بِالْعَدْلِ وَلَا يَأْبَ كَاتِبٌ أَنْ يَكْتُبَ كَمَا عَلَّمَهُ اللَّهُ فَلْيَكْتُبْ وَلْيُمْلِلِ الَّذِي عَلَيْهِ الْحَقُّ وَلْيَتَّقِ اللَّهَ رَبَّهُ وَلَا يَبْخَسْ مِنْهُ شَيْئًا﴾ [البقرة:282].
- إذا كانت العين الموقوفة مشتركة بين أكثر من شخص كما لو وقف عدة أشخاص مجمعًا سكنيًا، أو عقارًا أو غيره، فيجب حضور جميع الواقفين، ولو تغيب أحدهم فلا يتم التوثيق إلا بحضوره، أو بتوكيل رسمي منه.
- في السهم الوقفي يجب التأكد من إمكانية الواقف من الاستقطاع إذا كان شهريًا، ومن هنا يجب تدوين أسماء الواقفين ومتابعة حساباتهم باستمرار لضمان الديمومة وعدم الانقطاع، حتى لا يحدث خلل في المصرف الوقفي، وتكون الإدارة على علم دائم بالإيرادات ووجود هيئة رقابة حسابية لهذه الاستقطاعات الوقفية.
- زيادة الشفافية وتعميق الرقابة المالية.
- التأكد من أن نصيب الواقف للجزء المقصود من العين المشاعة أمر ضروري حتى لا يتجرأ أحد الأشخاص بوقف ما لا يملك وهو ما يسميه الفقهاء بالوقف الفضولي، والذي منعه جمهور أهل العلم.[27][28]
- التأكد من أن الواقف لم يقف ما يزيد عن الثلث من أمواله، حتى لا يهدف من ذلك حرمان الورثة، فقد ثبت قول النبي صلى الله عليه وسلم: «الثُّلُثُ يَا سَعْدُ، وَالثُّلُثُ كَثِيرٌ، إِنَّكَ أَنْ تَذَرَ ذُرِّيَّتَكَ أَغْنِيَاءَ خَيْرٌ مِنْ أَنْ تَذَرَهُمْ عَالَةً يَتَكَفَّفُونَ النَّاسَ.[29]
- تدوين شرط الواقف على حسب ما تقتضيه المصلحة، شريطة ألا يخالف نصًا شرعيًا لقوله عليه السلام: «الْمُسْلِمُونَ عِنْدَ شُرُوطِهِمْ.[30]
- إذا زادت الأنصبة أو وجد في المستقبل فائض للأسهم الوقفية، جاز لأمانة الأوقاف صرف ذلك الفائض لعموم الخيرات، وذلك بإخبار الواقفين بهذا الشرط.
- إيجاد علاقة وثيقة بين الوقف ومؤسسات المجتمع المدني.[10]

## نماذج من الوقف الجماعي
الوقف الجماعي له حالات وصور متعددة، فهو إما أن يحصل من المشتركين فيه جميعًا في عقد واحد، أو في عقود متعددة، وهو كذلك إما أن يحصل منهم جميعًا في وقت واحد، أو في أوقات متلاحقة، ومن صور الوقف الجماعي:

### الصناديق الوقفية
وتقوم فكرة الصناديق الوقفية على إنشاء إدارات تتخصص برعاية غرض مجتمعي خدمي يدخل ضمن وجوه البر ذات النفع العام للمجتمع، وهي وحدات مالية توزيعية تؤسسها الأمانة العامة للأوقاف، ويعمل الصندوق على توجيه الواقفين إلى جهات البر المختلفة ويخصص مبالغ سنوية من ميزانيتها التي تحصل من المساعدات الحكومية، أو من التبرعات العامة أو من إيرادات الأوقاف العامة غير المخصصة الموجودة لدى الأمانة العامة ومنها:
1. الصندوق الوقفي لرعاية المساجد.
2. الصندوق الوقفي للقرآن الكريم وعلومه.
3. الصندوق الوقفي للتنمية الصحية والمشاريع التابعة له.
4. الصندوق الوقفي للتنمية العلمية والاجتماعية والمشاريع التابعة له.

## حل وإنهاء الوقف الجماعي
الراجح عند جمهور الفقهاء عدم جواز الرجوع في الوقف، إلا في الوقف الأهلي، وهناك مسألة ذكرها الفقهاء في إنهاء وحل الوقف الجماعي، حيث أطلق عليها (الوقف المؤقت) وذهب الجمهور من أن وقف المسجد والمقبرة، وما وقف عليها لا يكون إلا مؤبدًا، إذ لا يصح أن يقفهما شخص ويحدد لهما مدة معينة، أما باقي الوقف فأرى ما ذهب إليه المالكية ومن سار على نهجهم من جواز توقيته، حيث إن وجود المصلحة العامة في ذلك له أثر كبير وخير عظيم.

## معوقات الوقف الجماعي
1. حضور جميع الواقفين أمام قاضي التوثيقات في وقت واحد.
2. رجوع البعض عن الوقفية، مع التزام الآخرين بها.
3. بعض القضاة يرى عدم جواز هذه الوقفيات (شركات الأسهم والأموال)، مع اختلاف بين الفقهاء في هذه المسألة، وإن أجازها جمهور الفقهاء فيما يتفق مع الضوابط الشرعية.
4. عدم وضوح فكرة الوقف لدى الجهات الرسمية (كوقف الشركات مثلًا) في أي تعامل تجاري.
5. دخول بعض الورثة مستقبلًا في نزاع على النظارة أو الاستفادة من هذه الوقفية.[35]

## وصلات خارجية
- الوقف الجماعي في الفقه والقانون
- الوقف الجماعي وصوره الحديثة
- الوقف الجماعي
- نموذج مقترح لمحاسبة الوقف الجماعي